# Illdisposed
Illdisposed (engl. „schlecht gesinnt“) ist eine Death-Metal-Band aus Aarhus (Dänemark). Die Band wurde 1991 gegründet, wobei Sänger Bo Summer heute das einzige verbliebene Gründungsmitglied ist. Die Band spielt überwiegend im mittleren Tempo angesiedelten Death Metal. Seit ihrem Album 1-800 Vindication verwendet die Band auch elektronische Samples.

## Geschichte
Illdisposed wurde 1991 gegründet. Nach einigen Demos steuerten sie ein Lied für den Sampler Fuck You, We’re from Denmark bei. Eine Europatournee mit Wargasm und Sinister folgte. Ein Jahr später erschien das Debütalbum Four Depressive Seasons über Nuclear Blast. Zur damaligen Zeit spielte die Band noch brutalen Death Metal ohne technische Spielereien. Kurze Zeit später folgt die EP Return from Tomorrow über das kleine Label Die Hard. Gitarrist Hans Wagner verließ wegen seiner Alkoholprobleme die Band und wurde durch Morten Gilsted ersetzt.
1995 erscheint mit Submit das zweite Studioalbum. Die Band fing an, das Tempo der Lieder zu variieren, statt nur Songs im immer gleichen Stil zu spielen. Schlagzeuger Michael Enevoldsen verließ die Band, ging zu Panzerchrist und wurde durch den ehemaligen Caustic-Gitarristen Rolf Hansen ersetzt. Daraufhin gingen Illdisposed mit Haggard und Disgust auf Tour.
There’s Something Rotten in the State of Denmark heißt das dritte Album der Band. Die Musik entwickelte sich mehr in Richtung Thrash Metal und Bo Summer machte gesangliche Fortschritte. Es gab wieder einen Besetzungswechsel: Morten Gilsted verließ die Band und wurde durch Tore Mogensen ersetzt. Mit Serious wurde auch ein neues Label gefunden, welches sich über die guten Verkäufe des Albums freute. In der Zwischenzeit stieg auch Bo Summer bei Panzerchrist ein, so dass es für einige Zeit ruhig um Illdisposed wurde.
2000 meldeten sich die Dänen mit dem Album Retro zurück. Dieses Album enthält Coverversionen von unter anderem Death, Autopsy, Carcass und Obituary. Am Bass ist erstmals Jakob Batten zu hören. Ein Jahr später folgte mit Kokaiinum das vierte Studioalbum. Gleichzeitig kriselte es in der Band. Sänger Bo Summer begann mit einem Drogenentzug. Schlagzeuger Rolf Hansen verließ die Band und wurde durch Thomas Jensen ersetzt. Der bisherige Bassist Jakob Batten wurde nun zum Gitarristen, dafür spielt Jonas Kloge den Bass.
Mit Roadrunner Records fand die Band eine neue Plattenfirma. Die erste Platte für die neue Firma war 1-800 Vindication, produziert von Tue Madsen. Damit gelang der Band der endgültige Durchbruch. Im folgenden Jahr tourten Illdisposed mit Ancient und Final Breath durch Europa. Nach der Tour trennten sich die Dänen von Lasse Bak. Es folgte die Wacken Road Show, auf der neben Illdisposed noch Holy Moses, Regicide und Suidakra spielten. Nach dieser Tour schloss sich Martin Thiem (ex-Exmortem) den Dänen an.
Im Sommer 2006 erschien das mittlerweile sechste Album Burn Me Wicked. Textlich verarbeitet Bo Summer unter anderem seinen Drogenentzug. Im letzten Lied des Albums (Illdispunk’d) nahm sich die Band textlich selbst aufs Korn. Die erste Strophe ist in dänischer, die zweite in deutscher und die dritte in englischer Sprache verfasst. Mit dem Album im Gepäck tourten Illdisposed mit Deadsoil durch Deutschland. Im Dezember 2007 verließ der Gitarrist Martin Thim aus persönlichen Gründen die Band. Sein Nachfolger wurde der ehemalige Volbeat-Gitarrist Franz Gottschalk.
Am 28. März 2008 wurde das neue Studioalbum The Prestige veröffentlicht. Mit The Prestige schlugen Illdisposed den Weg zurück zu ihren Wurzeln ein, denn im Gegensatz zu 1-800 Vindication und Burn Me Wicked fiel das Album allgemein wieder weniger experimentell aus.
Im Juli 2011 gab die Band auf ihrer Homepage bekannt, dass Franz „Hellboss“ Gottschalk nicht mehr Mitglied der Band sei. Als Nachfolger wurde der dänische Gitarrist Ken Holst von Crocell genannt.

## Galerie

Bandmitglieder
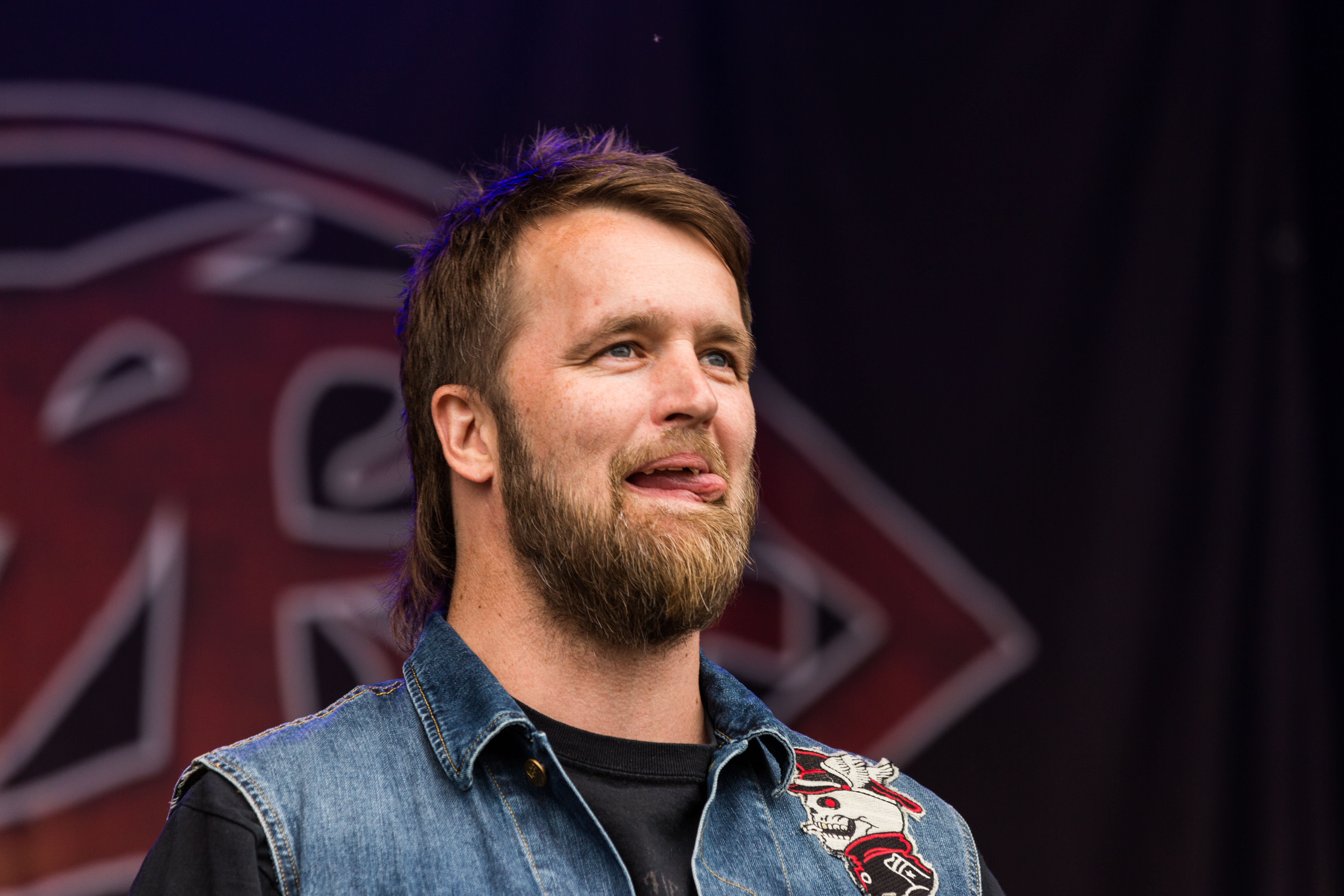
Sänger Bo Summer (Metal Frenzy 2017)
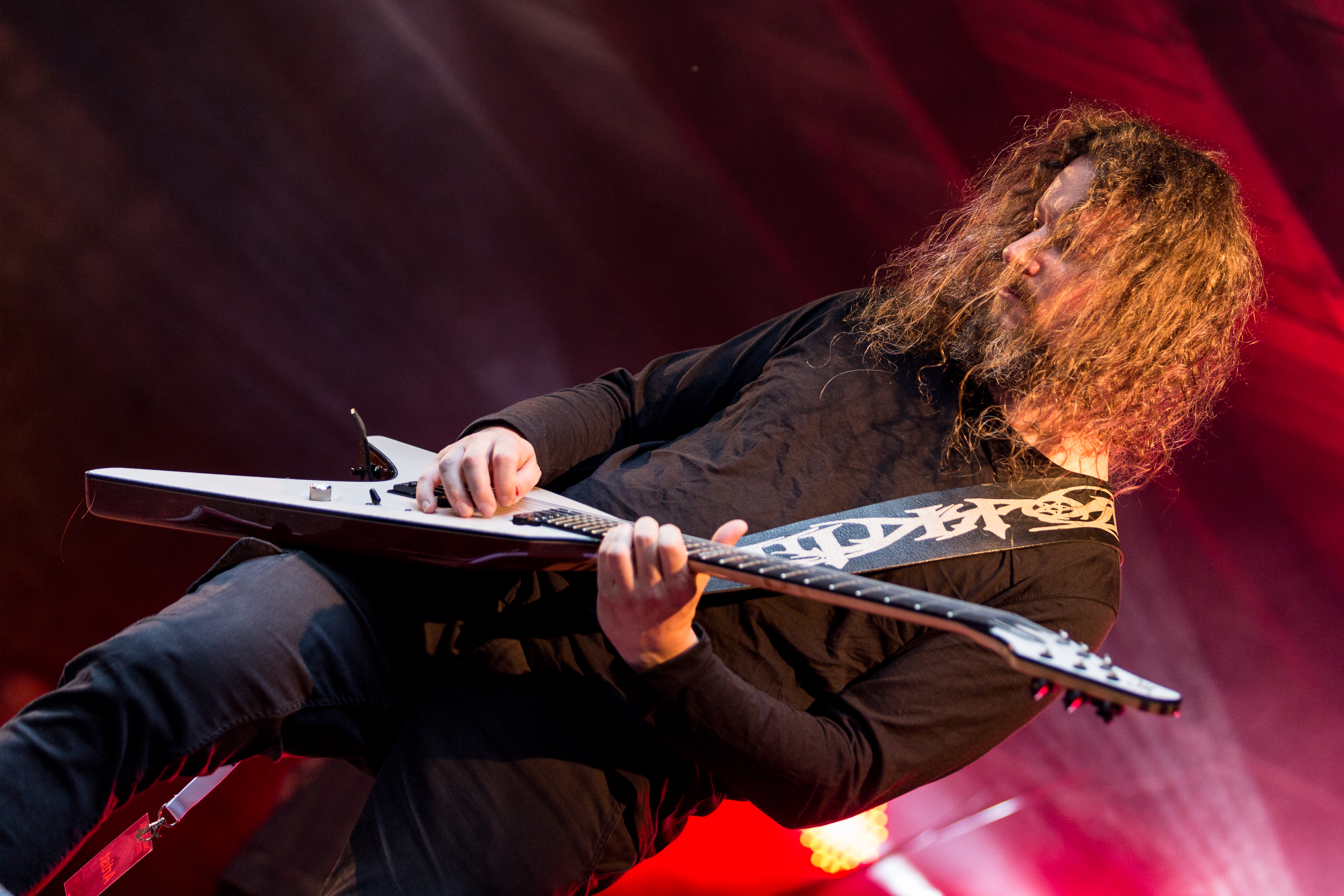
Gitarrist Jacob Batten (Dark Troll 2018)
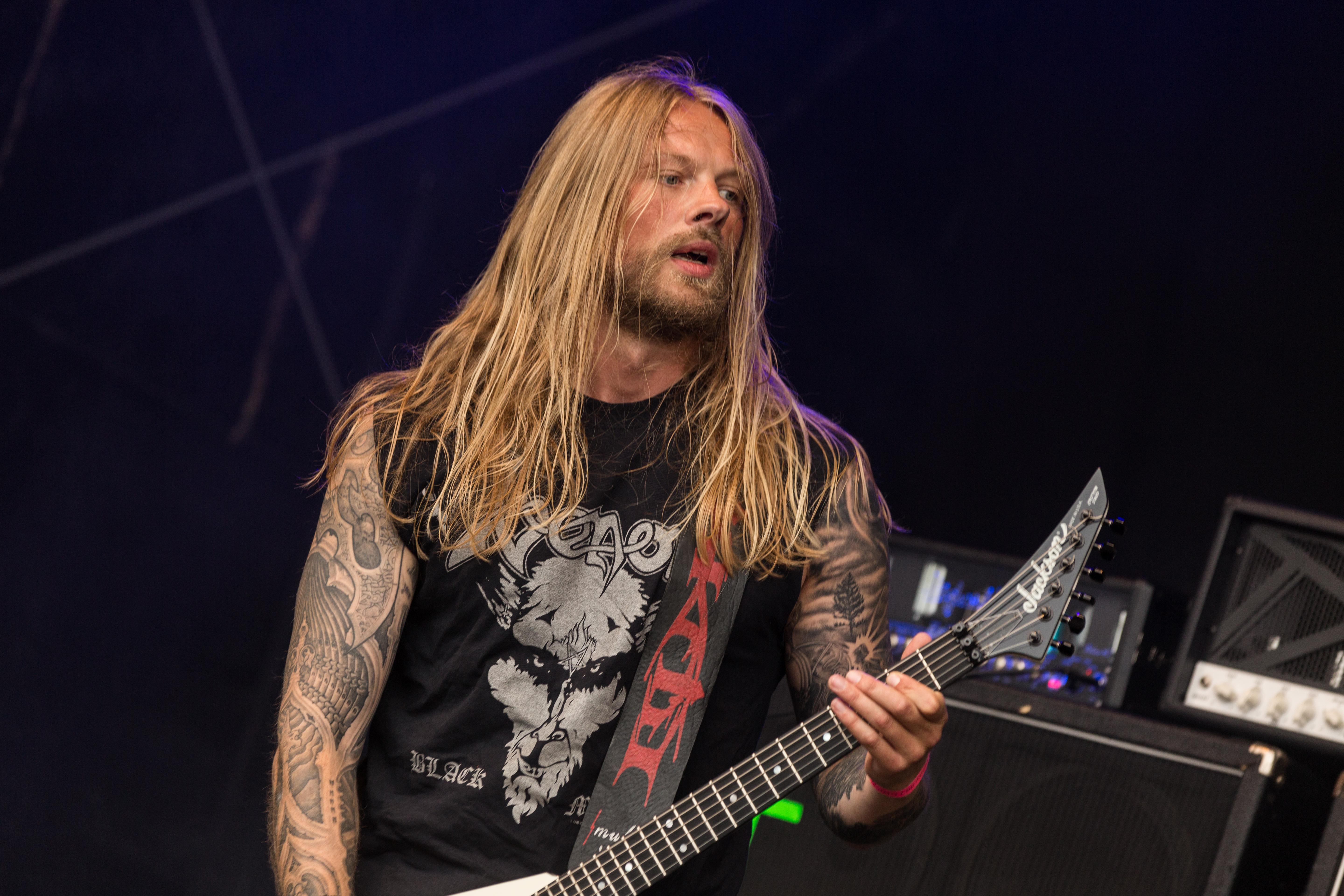
Gitarrist Ken Holst (Metal Frenzy 2017)
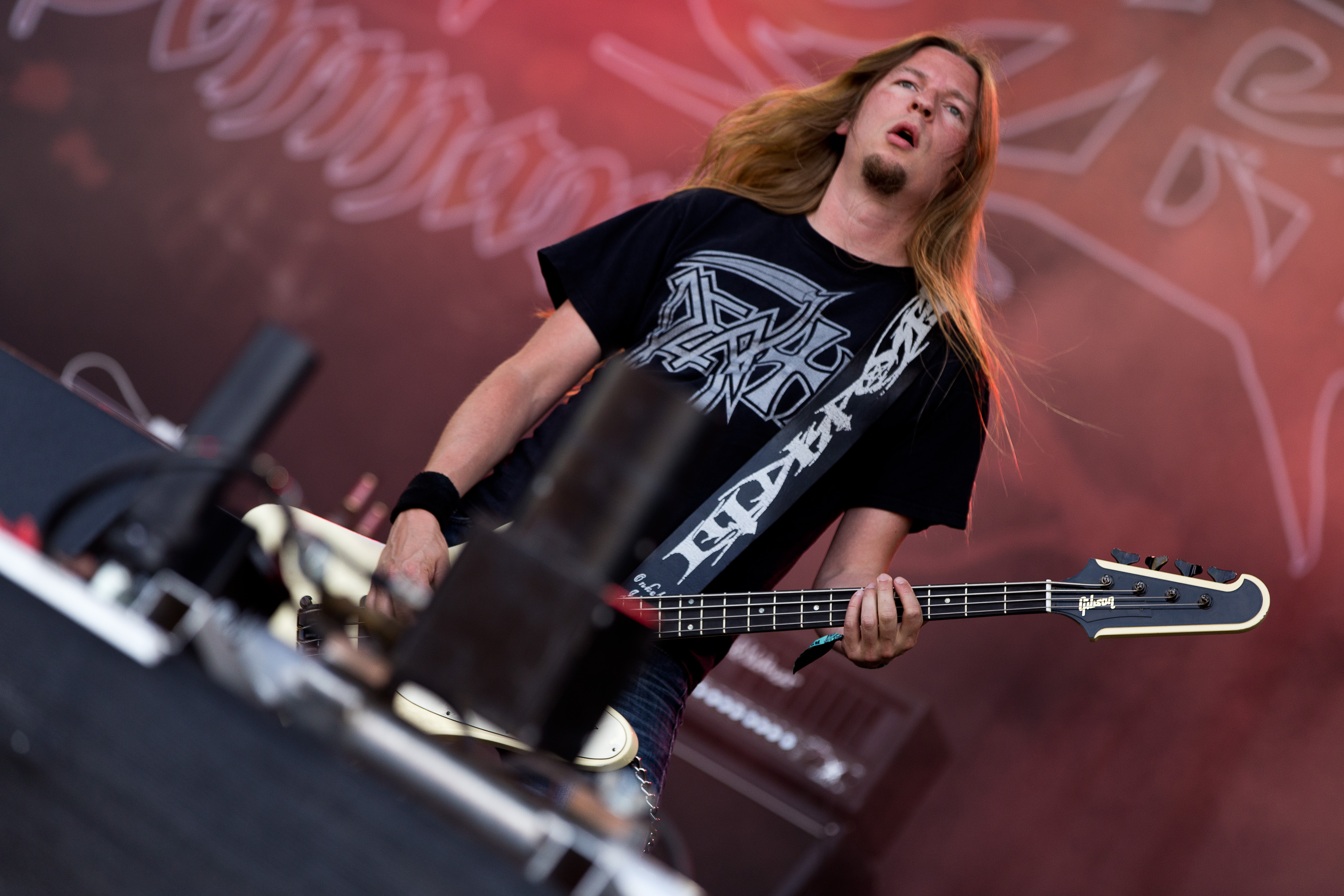
Bassist Onkel K. Jensen (Rockharz 2016)
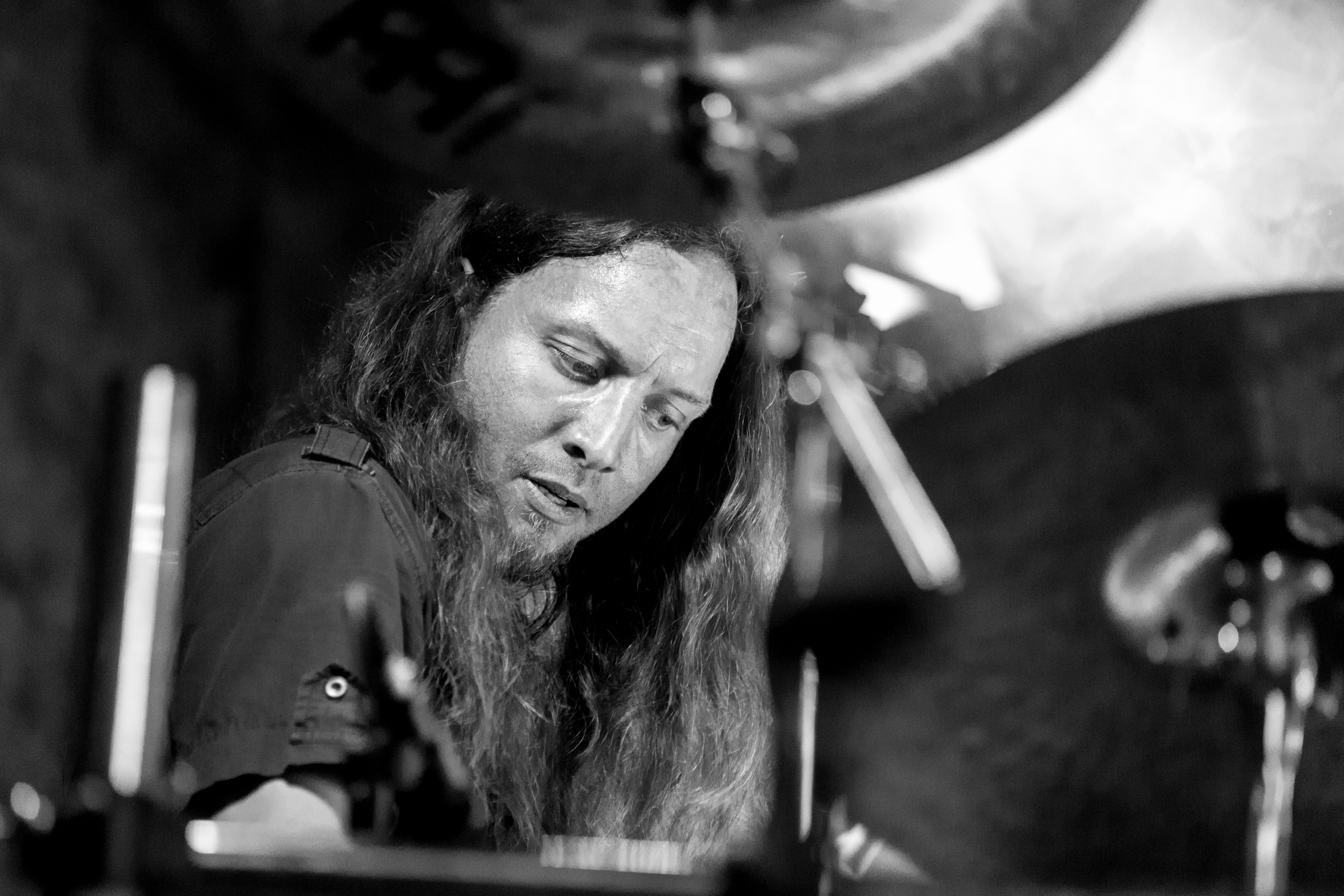
Schlagzeuger Rasmus Schmidt (Dark Troll 2018)

## Diskografie
- 1992: The Winter of Our Discontempt (Demo)
- 1993: Soulstorm (PromoTape)
- 1993: Four Depressive Seasons
- 1994: Return from Tomorrow
- 1995: Submit
- 1996: Helvede
- 1997: There’s Something Rotten in the State of Denmark
- 2000: Retro
- 2001: Kokaiinum
- 2004: 1-800 Vindication
- 2006: Burn Me Wicked
- 2008: The Prestige
- 2009: To Those Who Walk Behind Us
- 2011: There Is Light (But It’s Not for Me)
- 2012: Sense the Darkness
- 2013: The Best of Illdisposed 2004-2012
- 2014: With the Lost Souls on Our Side
- 2016: Grey Sky over Black Town
- 2019: Reveal Your Soul for the Dead
- 2024: In Chambers of Sonic Disgust